# Karl Eugen Müller
Karl Eugen Müller (* 8. November 1877 in Frankenthal (Pfalz); gestorben 2. April 1951) war ein deutscher Journalist.

## Leben

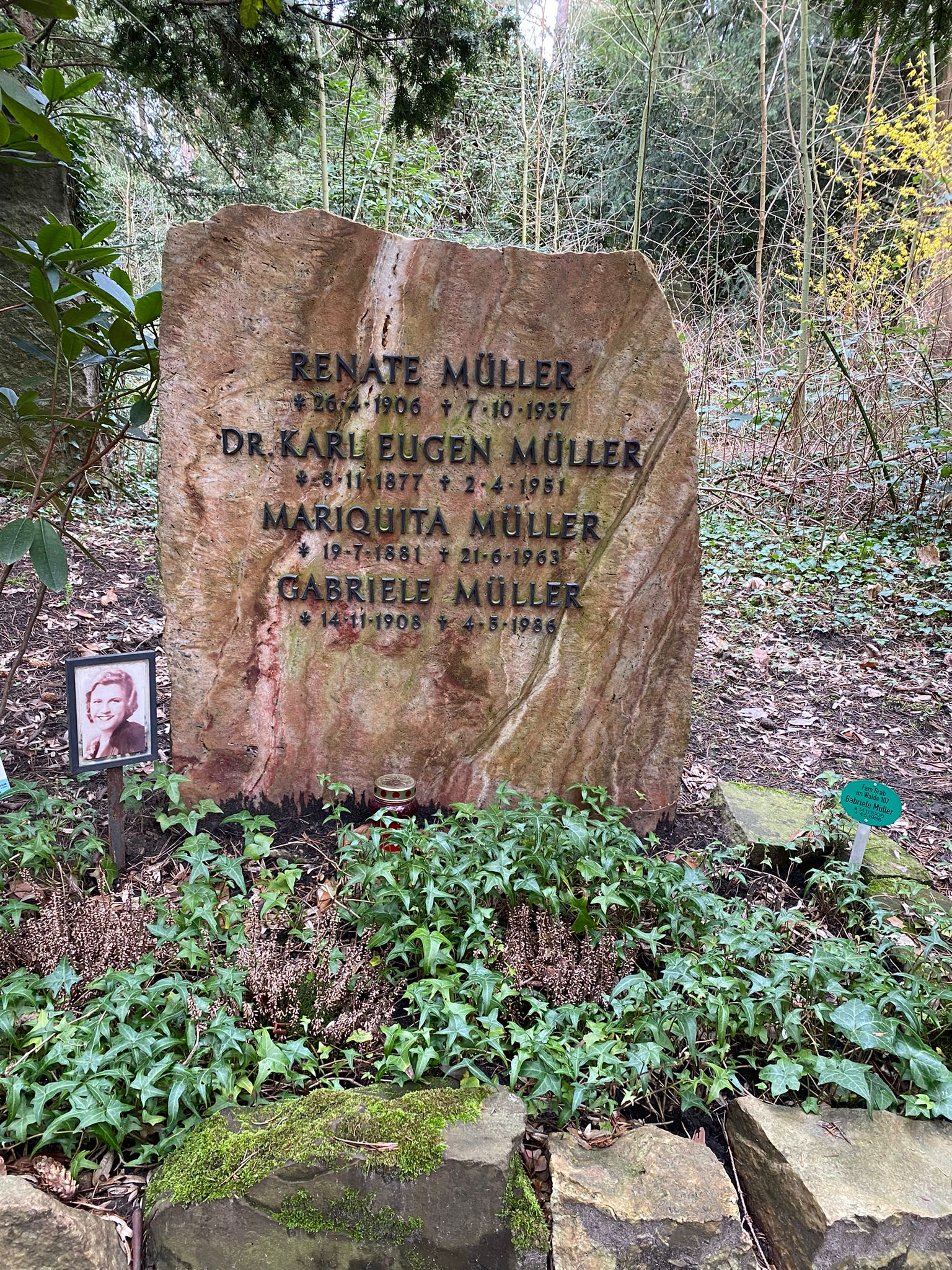
Grabstätte auf dem Parkfriedhof Lichterfelde

Karl Eugen Müller studierte Altphilologie und Geschichte und wurde 1905 in München promoviert. Müller heiratete die Malerin Anna Marie (Mariquita) Frederich (1881–1963), ihre Töchter waren die Filmschauspielerin Renate Müller (1906–1937) und die Journalistin Gabriele Schwarz (1908–1986).
Müller wurde nach Ende des Ersten Weltkriegs Chefredakteur der Münchner Neuesten Nachrichten, 1920–24 arbeitete er bei den Danziger Neuesten Nachrichten, 1924 bis 1928 war er Redakteur beim Berliner Tageblatt, seit der Weltwirtschaftskrise 1931 arbeitete er als freier Journalist in Berlin. Müller war 1940 stellvertretender Leiter des Presseamts der Stadt München und schrieb im Münchener Informationsdienst nationalsozialistisch gefärbte Artikel.
Nach Ende des Zweiten Weltkriegs bewarb er sich bei der US-amerikanischen Besatzungsmacht in München um eine Lizenz als Herausgeber und Chefredakteur für die neu herauszugebende Süddeutsche Zeitung; die Bewertung seiner angepassten Artikel aus der Zeit des Nationalsozialismus vereitelten dies. Stattdessen wurde er 1946 Leiter des Archivs der Süddeutschen Zeitung. Ab 1947 war Müller Chefredakteur beim Mannheimer Morgen.
Seine Grabstätte befindet sich auf dem Parkfriedhof Lichterfelde in Berlin, wo er zusammen mit seiner Ehefrau und den beiden Töchtern bestattet wurde.

## Schriften (Auswahl)
- Karl Theodor und sein Hof beim Ausbruch des siebenjährigen Krieges. Fürstenfeldbruck, 1913 München, Phil. Diss., 1905